# Литвины (Кобелякский район)
Литвины (укр. Литвини) — село, Василевский сельский совет, Кобелякский район, Полтавская область, Украина.
Код КОАТУУ — 5321880905. Население по переписи 2001 года составляло 87 человек.

## Географическое положение
Село Литвины находится в сильно заболоченной местности на расстоянии в 1,5 км от сёл Николаевка и Мартыновка.

## Экономика
- Свинотоварная ферма.

## Достопримечательности
- Курган Могила-Нагнойного.